# Birnin Kebbi

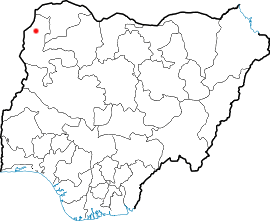
Birnin Kebbis läge i Nigeria.

Birnin Kebbi är en stad längs Sokotofloden i nordvästra Nigeria. Den är administrativ huvudort för delstaten Kebbi och har lite över 100 000 invånare (2006).